# 小行星3870
小行星3870（英語：3870 Mayre）是一颗围绕太阳公转的小行星。1988年2月13日，艾瑞克·怀特·埃尔斯特在拉西拉天文台发现了此天体。
这颗小行星的绝对星等为66.05916等。